# Порецкий сельский округ (Московская область)
Порецкий сельский округ — упразднённая административно-территориальная единица, существовавшая на территории Можайского района Московской области в 1994—2006 годах.
Порецкий сельсовет был образован в первые годы советской власти. По данным 1919 года он входил в состав Порецкой волости Можайского уезда Московской губернии.
В 1927 из Порецкого с/с были выделены Заслонинский и Старотяговский с/с.
В 1926 году Порецкий с/с включал село Поречье, деревни Глядково, Заслонино, Новопоречье и Старая Тяга, а также 4 хутора, ветлечебница и агропункт.
В 1929 году Порецкий с/с вошёл в состав Уваровского района Вяземского округа Западной области. При этом к нему были присоединены Барсуковский и Межутинский с/с.
5 августа 1929 года Уваровский район был передан в Московский округ Московской области.
17 июля 1939 года к Порецкому с/с были присоединены селения Заслонино и Ягодино упразднённого Заслонинского с/с. Одновременно из Порецкого с/с в Старотяговский были переданы селения Барсуки, Бурмакино, Большое Грибово, Малое Грибово, Решники и Тимошино.
5 июля 1956 года к Порецкому с/с были присоединены селения Грибово, Желомеено, Мотягино, Никольское, Пасынково, Рассолово и Стеблево Бурмакинского с/с, а также Петраково Дегтярёвского с/с.
3 июня 1959 года Уваровский район был упразднён и Порецкий с/с вошёл в Можайский район.
8 августа 1959 года к Порецкому с/с был присоединён Бурмакинский с/с.
22 апреля 1960 года к Порецкому с/с был присоединён Дегтярёвский с/с.
31 июля 1962 года к Порецкому с/с был присоединён Астафьевский с/с.
1 февраля 1963 года Можайский район был упразднён и Порецкий с/с вошёл в Можайский сельский район.
14 января 1964 года к Порецкому с/с был присоединён Новопокровский с/с.
11 января 1965 года Порецкий с/с был возвращён в восстановленный Можайский район.
6 марта 1975 года в Порецком с/с были упразднены селения Березняки, Казаково, Решники и Слобода.
30 мая 1978 года в Порецком с/с был упразднён посёлок детского дома.
3 февраля 1994 года Порецкий с/с был преобразован в Порецкий сельский округ.
17 июня 2004 года в Порецком с/о посёлок Порецкого лесничества и посёлок лесозавода были присоединены к селу Поречье.
В ходе муниципальной реформы 2004—2005 годов Порецкий сельский округ прекратил своё существование как муниципальная единица. При этом все его населённые пункты были переданы в сельское поселение Порецкое.
29 ноября 2006 года Порецкий сельский округ исключён из учётных данных административно-территориальных и территориальных единиц Московской области.